# 鵜飼孝博
鵜飼 孝博（うかい たかひろ）は、日本の機械工学・航空宇宙工学者。大阪工業大学工学部機械工学科准教授。博士（工学）（東北大学）。CAD利用技術者試験一級保持者。日本航空宇宙学会(JSASS) 空気力学部門環境適合超音速旅客機実用研究会幹事。日本機械学会流体工学部門広報委員。日本衝撃波研究会2024幹事。
専門は、機械工学・航空宇宙工学（特に、流体力学・空気力学）、数値シミュレーション・システム解析。

## 略歴
2012年東北大学大学院工学研究科航空宇宙工学専攻博士前期課程修了。2015年同大学院工学研究科航空宇宙工学専攻博士後期課程修了、博士（工学）（東北大学）。この間、英マンチェスター大学への留学を経験。その後、東北大学流体科学研究所研究員、英グラスゴー大学工学部マリー・キュリーリサーチフェローなどを経て、2018年大阪工業大学工学部に着任し、機械工学科講師。2024年同学科准教授。
主な所属学会は、日本航空宇宙学会(JSASS)、日本機械学会、日本衝撃波研究会（旧東京大学航空研究所）。主な受賞は、東北大学工学研究科長賞(2015)、日本航空宇宙学会優秀発表賞(2012)など。

## 主な研究
- 超音速旅客機の実現に向けて騒音低減に関する研究
- 立ち上り時間の長い圧力波形に及ぼすジェット乱流の影響[2] - 宇宙航空研究開発機構(JAXA) ・宇宙科学研究所(ISAS)衝撃波シンポジウム講演
- 10年間の気象データを基にした実フライト上におけるソニックブームの伝播解析
- シュリーレンベースのCFD融合型の圧力推定手法の開発
- ホットプルーム衝突によるレゴリス拡散の推定 - 日本学術振興会(JSPS)二国間交流事業国際共同研究（グラスゴー大学）[3]

航空宇宙工学の対外啓蒙活動として、日本航空宇宙学会(JSASS)関西支部主催第60回関西・中部支部合同秋期大会パネルセッション（テーマ：若手研究者のための航空宇宙分野横断）で理化学研究所・名古屋大学・大阪公立大学と共にパネリストを務めている。